# Iasnobir, Kostopil
Iasnobir (în ucraineană Яснобір) este un sat în comuna Piskiv din raionul Kostopil, regiunea Rivne, Ucraina.

## Demografie
Componența lingvistică a localității Iasnobir
     Ucraineană (100%)
Conform recensământului din 2001, toată populația localității Iasnobir era vorbitoare de ucraineană (100%).